# The Mosquito Coast (serie televisiva)
The Mosquito Coast è una serie televisiva statunitense del 2021 creata da Neil Cross.
È basata dell'omonimo romanzo di Paul Theroux.
Il 2 giugno 2021 la serie è stata rinnovata per una seconda stagione, mentre il 20 gennaio 2023 ne è stata annunciata la cancellazione.

## Trama
Un uomo idealista, disgustato dalla corruzione della società, porta la sua famiglia in America Latina.

## Episodi
| Stagione         | Episodi | Pubblicazione USA | Pubblicazione Italia |
| ---------------- | ------- | ----------------- | -------------------- |
| Prima stagione   | 7       | 2021              | 2021                 |
| Seconda stagione | 10      | 2022-2023         | 2022-2023            |

## Produzione

### Pre-produzione
La serie ha ricevuto ufficialmente il via libera il 16 settembre 2019, con Neil Cross come showrunner, Rupert Wyatt alla regia dei primi due episodi e Cross e Tom Bissell come sceneggiatori dell'episodio pilota.

### Cast
Il giorno dell'annuncio della serie venne reso noto anche che il protagonista sarebbe stato Justin Theroux. Il 4 novembre 2019 è stato annunciato che Melissa George, Gabriel Bateman e Logan Polish si erano uniti al cast, così come Kimberly Elise il 19 novembre dello stesso anno.
Natalia Cordova-Buckley, Ian Hart e Ariyon Bakare sono entrati a far parte del cast della seconda stagione il 16 febbraio 2022 

### Riprese
Le riprese principali sono iniziate nel marzo 2020 a Città del Messico, ma sono state interrotte a causa della pandemia di COVID-19, per poi ripartire nell'ottobre successivo a Zapopan e Puerto Vallarta. Un'altra location delle riprese, come dichiarato dallo stesso Theroux in un'intervista, è Guadalajara, in Messico.

## Promozione
Il trailer è stato pubblicato il 7 aprile 2021.

## Distribuzione
La serie è uscita sulla piattaforma di streaming Apple TV+ il 30 aprile 2021.

## Accoglienza

### Critica
Sull'aggregatore di recensioni Rotten Tomatoes la prima stagione ottiene il 60% delle recensioni professionali positive, con un voto medio di 6,2 su 10 basato su 42 critiche, mentre su Metacritic ha un punteggio di 55 su 100 basato su 22 recensioni.